# Nevus melanocítico congénito
Un nevus melanocítico congénito es un tipo de nevus melanocítico o lunar que está presente en algunos niños al nacer. Esta marca de nacimiento ocurre en aproximadamente el 1% de la población mundial, y se encuentra en el área de la cabeza y el cuello en el 15% de los casos.

## Clasificación
Los nevus melanocíticos congénitos se pueden dividir en los siguientes tipos:
- Pequeños son los que tienen un diámetro menor de 2cm en el momento del nacimiento.
- Medianos son los que tienen un diámetro máximo en el momento del nacimiento de entre 2cm y 20cm.
- Gigantes son los que tienen un diámtro mayor a 20 cm en el momento del nacimiento. También llamados de forma genérica nevus gigantes congénitos o nevus melanocíticos gigantes. A menudo se les nombra por su forma refiriéndose a la prenda de ropa que representan, así hay nevus en calzón, nevus en camiseta, etc.

## Síntomas
Los Nevus Melanocíticos Congénitos aparecen como una zona de piel bien delimitada, de color entre marrón claro y negro, con una consistencia potencialmente heterogénea, que puede cubrir cualquier parte y extensión del cuerpo del recién nacido.
En comparación con un nevus melanocítico ordinario, los nevus congénitos son de mayor tamaño y suelen tener vello en su superficie, una condición que se conoce como hipertricosis. En los casos en los que se espera que la hipertricosis afecte a más del 40% de la superficie de piel del individuo en la edad adulta, se utiliza el nombre de nevus piloso gigante, aunque la denominación más habitual para esta condición es la de nevus melanocítico gigante congénito.
Los nevus melanocíticos congénitos suelen crecer proporcionalmente con el cuerpo del niño a medida que este se desarrolla. Con el paso del tiempo pueden desarrollarse zonas más gruesas, o elevadas, aunque también es común que estas irregularidades estén presentes al nacer. Al envejecer el individuo es común que los nevus sufran pequeñas variaciones de color.

## Diagnóstico
Al ser congénitos, este tipo de nevus pueden tener características histológicas similares a los melanomas, y salirse de las reglas ABCD para detección de melanomas en lunares. La exploración dermatoscópica de los ejemplares menores de nevus congénitos benignos pueden ayudar en su diferenciación de otros neoplasmas.
Al microscopio, los nevus melanocíticos congénitos son muy similares a los nevus melanocíticos adquiridos (u ordinarios) con dos excepciones notables. En el caso del nevus congénito, sus células névicas ocupan capas más profundas de la dermis, y además aparecen asociadas a otras estructuras como folículos pilosos, glándulas sebáceas y grasa subcutánea.

## Tratamiento
El tratamiento habitual incluye la extirpación quirúrgica, aunque tratamientos conservadores que sólo requieren vigilancia dermatológica periódica también son comunes.
Algunos médicos promueven el uso de láser de depilación para el tratamiento de los nevus congénitos. Aunque esta técnica es probablemente segura y efectiva para nevus congénitos pequeños, la eliminación de nevus congénitos más grandes por medio de láser supone el riesgo de no eliminar de forma efectiva componentes del nevus que se encuentren situados en las capas más profundas de la piel. El hecho de que sea frecuente que los nevus gigantes tratados con láser o dermoabrasión se repigmenten parcialmente corrobora la sospecha de que las capas más profundas no se alcanzan adecuadamente.
Muchos nevus congénitos son extirpados por razones estéticas, o para rebajar la presión psicosocial que puede suponer para el afectado tener una lesión dermatológica tan llamativa. También se promueve la extirpación de los nevus más grandes para prevenir su malignización, aunque los beneficios de estas acciones son difíciles de estimar para un individuo en concreto. Se hacen biopsias habitualmente de los nódulos proliferativos, y lo habitual es que sean benignos, aunque esto no ocurre siempre. Las estimaciones de la malignización de este tipo de nevus varían mucho en la literatura científica, con rangos que van del 2% al 42%, en general se sospecha que están en la parte inferior del rango.